# Festival Internacional de Cine de Ankara
El Festival Internacional de Cine de Ankara, conocido inicialmente como el Ankara Film Fair, es un festival de cine celebrado anualmente en la ciudad de Ankara, capital de Turquía. Acoge producciones cinematográficas locales e internacionales. Es el segundo festival de cine más antiguo y más grande de Turquía en funcionamiento, reconocimiento que ostenta el Festival Internacional de Cine de Antalya, fundado en 1964.

## Historia

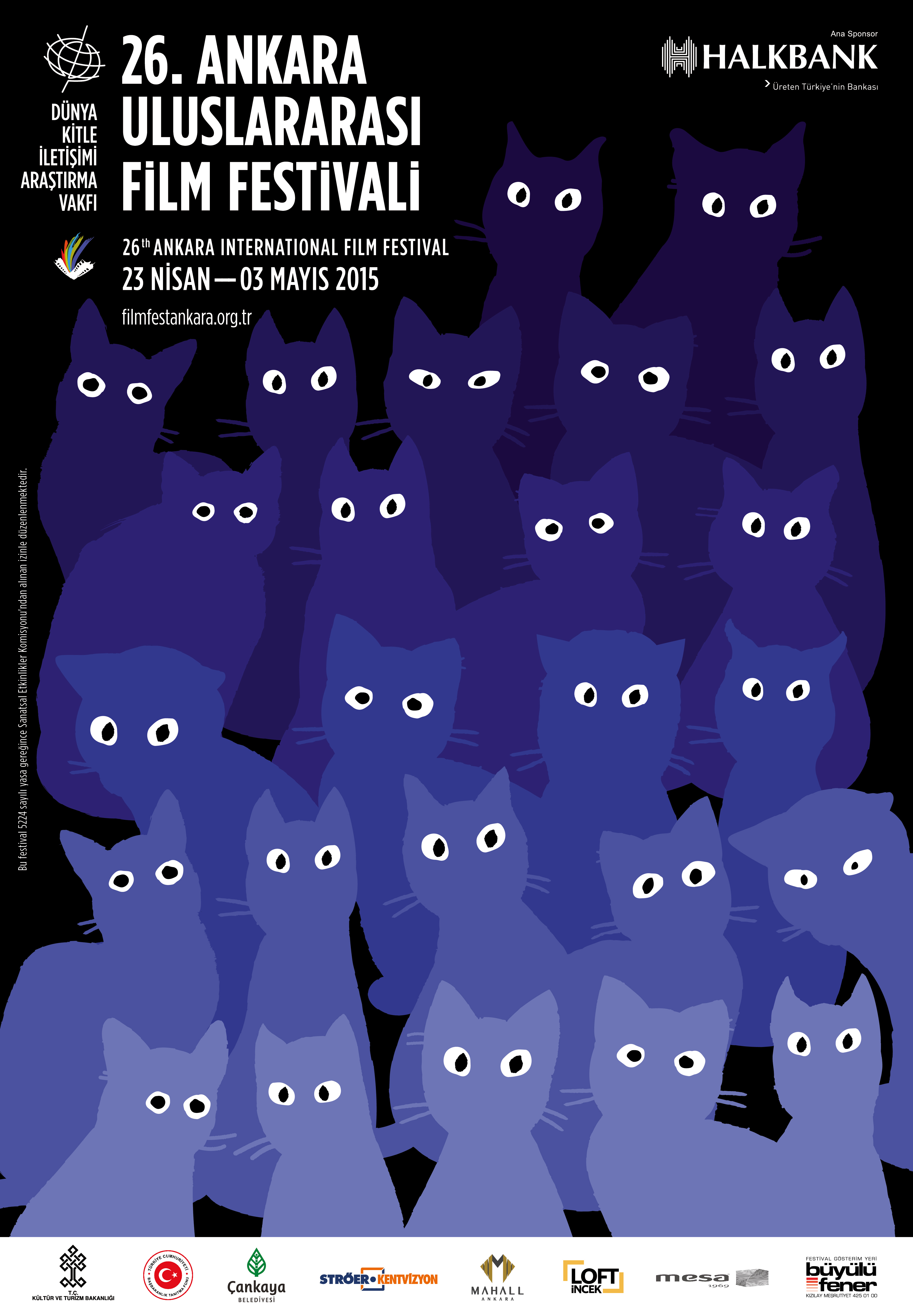
Imagen oficial de la vigésimo sexta edición del festival, celebrada en 2015.

El primer festival de cine en Ankara se celebró en el año de 1988, bajo el nombre de Ankara Film Fair, y fue fundado con el objetivo de descubrir y apoyar a los nuevos talentos que darán forma al futuro del cine turco. En este contexto, el festival se ha encargado de evaluar numerosas producciones turcas entre largometrajes, cortometrajes, documentales, películas experimentales y de animación, haciendo uso de jurados cualificados.
Además de las selecciones del cine mundial, el festival ha hecho también énfasis en los cortometrajes y ha invitado a numerosos artistas internacionales en esta rama del cine. También realiza actividades en otras categorías como la animación, la fotografía y el diseño gráfico, haciendo uso de paneles, talleres y conferencias en diversos campos.
Son admitidos en concurso largometrajes, documentales, cortometrajes experimentales, de ficción y animación en formato DCP, 35mm y otros formatos digitales. En la actualidad, el Festival Internacional de Cine de Ankara está organizado por la World Mass Media Research Foundation.

## Premios destacados
En el marco del festival se entregan los siguientes premios y reconocimientos a las películas y cineastas participantes:

### Premios especiales de la fundación
- Premio Aziz Nesin
- Premio Mass Media
- Premio Oak of Art[9]

### Premios de la competencia nacional de largometrajes
- Mejor película
- Mejor director
- Mejor actor protagónico
- Mejor actriz protagónica[10]
- Mejor actor de reparto
- Mejor actriz de reparto
- Mejor guion
- Premio especial Mahmut Tali Öngören[11]

### Premios de la competencia nacional de documentales
- Mejor documental[9]